# Вебстер (Північна Кароліна)
Вебстер (англ. Webster) — місто (англ. town) в США, в окрузі Джексон штату Північна Кароліна. Населення — 372 особи (2020).

## Географія
Вебстер розташований за координатами 35°21′0″ пн. ш. 83°13′8″ зх. д. / 35.35000° пн. ш. 83.21889° зх. д. (35.349974, -83.218994).  За даними Бюро перепису населення США в 2010 році місто мало площу 2,58 км², уся площа — суходіл.

## Демографія
Згідно з переписом 2010 року, у місті мешкали 363 особи в 157 домогосподарствах у складі 110 родин. Густота населення становила 141 особа/км².  Було 175 помешкань (68/км²).
Расовий склад населення:
| - 94,8 % — білих - 1,7 % — чорних або афроамериканців - 0,6 % — корінних американців |

До двох чи більше рас належало 2,5 %. Частка іспаномовних становила 1,7 % від усіх жителів.
За віковим діапазоном населення розподілялося таким чином: 24,5 % — особи молодші 18 років, 63,7 % — особи у віці 18—64 років, 11,8 % — особи у віці 65 років та старші. Медіана віку мешканця становила 38,7 року. На 100 осіб жіночої статі у місті припадало 90,1 чоловіків;  на 100 жінок у віці від 18 років та старших — 86,4 чоловіків також старших 18 років.
Середній дохід на одне домашнє господарство  становив 58 632 долари США (медіана — 49 464), а середній дохід на одну сім'ю — 63 634 долари (медіана — 57 500). За межею бідності перебувало 29,6 % осіб, у тому числі 57,7 % дітей у віці до 18 років та 0,0 % осіб у віці 65 років та старших.
Цивільне працевлаштоване населення становило 207 осіб. Основні галузі зайнятості: освіта, охорона здоров'я та соціальна допомога — 47,8 %, роздрібна торгівля — 11,1 %, виробництво — 9,7 %.